# يورغن بانزر
يورغن بانزر (بالألمانية: Jürgen Banzer)‏ (و. 1955  م) هو سياسي، ومحامي ألماني، ولد في فورتسبورغ، هو عضوٌ الاتحاد الديمقراطي المسيحي.

## مناصب
تولى منصب عضو البرلمان هسه
- لندرات  [لغات أخرى]‏

.

## التعليم
تعلم في جامعة غوته في فرانكفورت
.

## روابط خارجية
- يورغن بانزر على موقع مونزينجر (الألمانية)